# The Opposite of December...A Season of Separation
The Opposite of December...A Season of Separation – pierwszy długogrający album hardcore'owej grupy muzycznej Poison the Well. Płyta została nagrana w październiku 1999 w Studio 13 w Pompano na Florydzie. Prace nad nią trwały tylko 3 tygodnie. Krążek pojawił się w sklepach 14 grudnia 1999 roku. Producentem płyty był Jeremy Staska. Ta zawierająca 9 utworów płyta była pierwszą w dorobku zespołu wydaną przez wytwórnię Trustkill Records. Całość trwa 28 minut i 8 sekund.

## Lista utworów
1. "12/23/93" – 3:07
2. "A Wish for Wings That Work" – 3:33
3. "Artists Rendering of Me" – 3:20
4. "Slice Paper Wrists" – 3:56
5. "Nerdy" – 2:44
6. "To Mandate Heaven" – 2:40
7. "Not Within Arms Length" – 2:27
8. "Mid Air Love Message" – 3:09
9. "My Mirror No Longer Reflects" – 3:19

## Twórcy
- Jeffrey Moreira (wokal)
- Derek Miller (gitara)
- Ryan Primack (gitara)
- Alan Landsman (bas)
- Chris A Hornbrook (perkusja)
- RJ (fotografie)
- Jacob Bannon (oprawa graficzna)